# Jon O’Bir

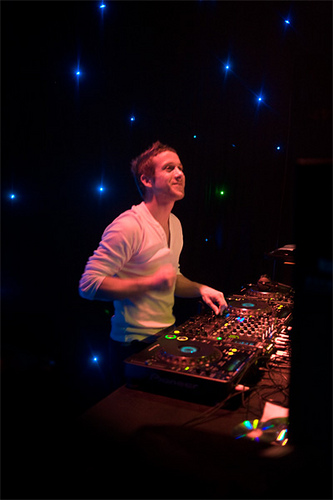
Jon O’Bir

Jon O’Bir (* 1. Januar 1984 in Nottingham als Neil John Ribbens) ist ein britischer Trance-DJ und -Produzent.

## Biographie
Im Jahr 2002 gewann Jon O’Bir einen Wettkampf von M8 Magazine, einem britischen Musikmagazin, der ihm zu Bekanntheit verhalf. Zu Beginn seiner Karriere arbeitete Jon O’Bir mit Gareth Emery und veröffentlichte in den Jahren 2004 bis 2006 die Produktionen Escapade, Bouncebackability und No Way Back / Integrate. 2008 erschien sein Soloalbum From Within auf dem Musiklabel Vandit Records.
Seit 2006 hat Jon O’Bir eine monatliche Radiosendung namens „Ways & Means“.

## Diskographie

### Alben
- 2008: From Within
- 2011: Music Database

### Singles
- 2004: Escapade (mit Gareth Emery)
- 2005: Bouncebackability (mit Gareth Emery)
- 2005: Effectual
- 2006: Ascendancy
- 2006: No Way Back / Integrate (mit Gareth Emery)
- 2006: The Promise I Made (mit Airwave)
- 2007: Escape (vs. Eluna)
- 2008: Do It All Again (feat. Emi)
- 2008: Ways and Means
- 2009: Answers / Prophase
- 2010: Found a Way (feat. Fisher)
- 2010: Stringer
- 2010: Never Enough / Come Alive
- 2010: Out of Touch
- 2011: Let Go (mit Sonic Element)
- 2011: Music Database

### Remixe (Auswahl)
- 2008: Paul van Dyk feat. Lo-Fi Sugar – Castaway
- 2008: Giuseppe Ottaviani feat. Stephen Pickup – No More Alone
- 2010: John O’Callaghan & Aly & Fila – Magalithic
- 2011: Mark Eteson – Blackboard